# Kalotypia

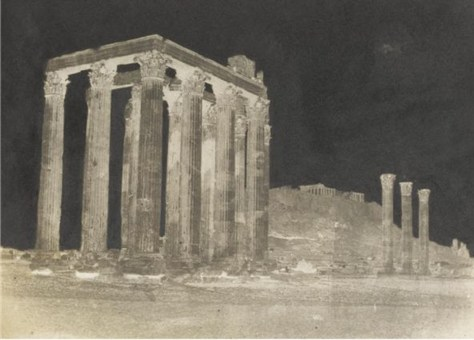
George Wilson Bridges, Świątynia Jupitera, kalotyp, 1848

Kalotypia (z gr. καλός "piękny" i τύπος "odcisk", znana również jako talbotypia) – pierwsza fotograficzna technika negatywowa, opatentowana przez jej wynalazcę, Williama Foxa Talbota, w 1841 roku. Stosowana była w latach 40. i 50. XIX wieku. Papier pokryty światłoczułymi halogenkami srebra zostaje naświetlony w aparacie, a następnie wywoływany, dzięki czemu obraz utajony staje się widoczny. Z tak przygotowanego negatywu (kalotypu) wykonywane są odbitki – w XIX wieku w zasadzie wyłącznie były to odbitki na papierze solnym. Idea kalotypii – wykonywanie negatywu pozwalającego na otrzymanie wielu pozytywów (odbitek) – stała się podstawą dalszego rozwoju fotografii.
W XX wieku terminów kalotypii i talbotypii zaczęto używać w szerszym znaczeniu, obejmując nimi wszelkie obrazy pozytywowe z papierowych negatywów, jednak w ścisłym znaczeniu kalotypia (talbotypia) odnosi się wyłącznie do negatywowej techniki opracowanej przez Talbota, a nie do odbitek. Termin ten nie obejmuje także innych technik negatywowych na papierze, w tym także wywodzących się z kalotypii i będących jego modyfikacjami, takich jak np. negatywy na papierze woskowanym.

## Historia

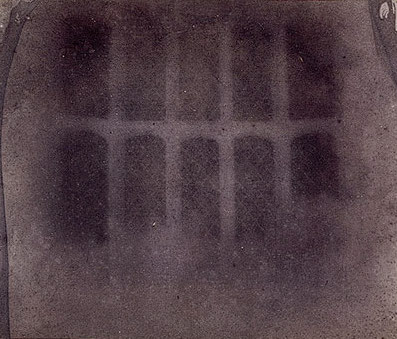
Negatyw zakratowanego okna wykonany przez Talbota (1835)

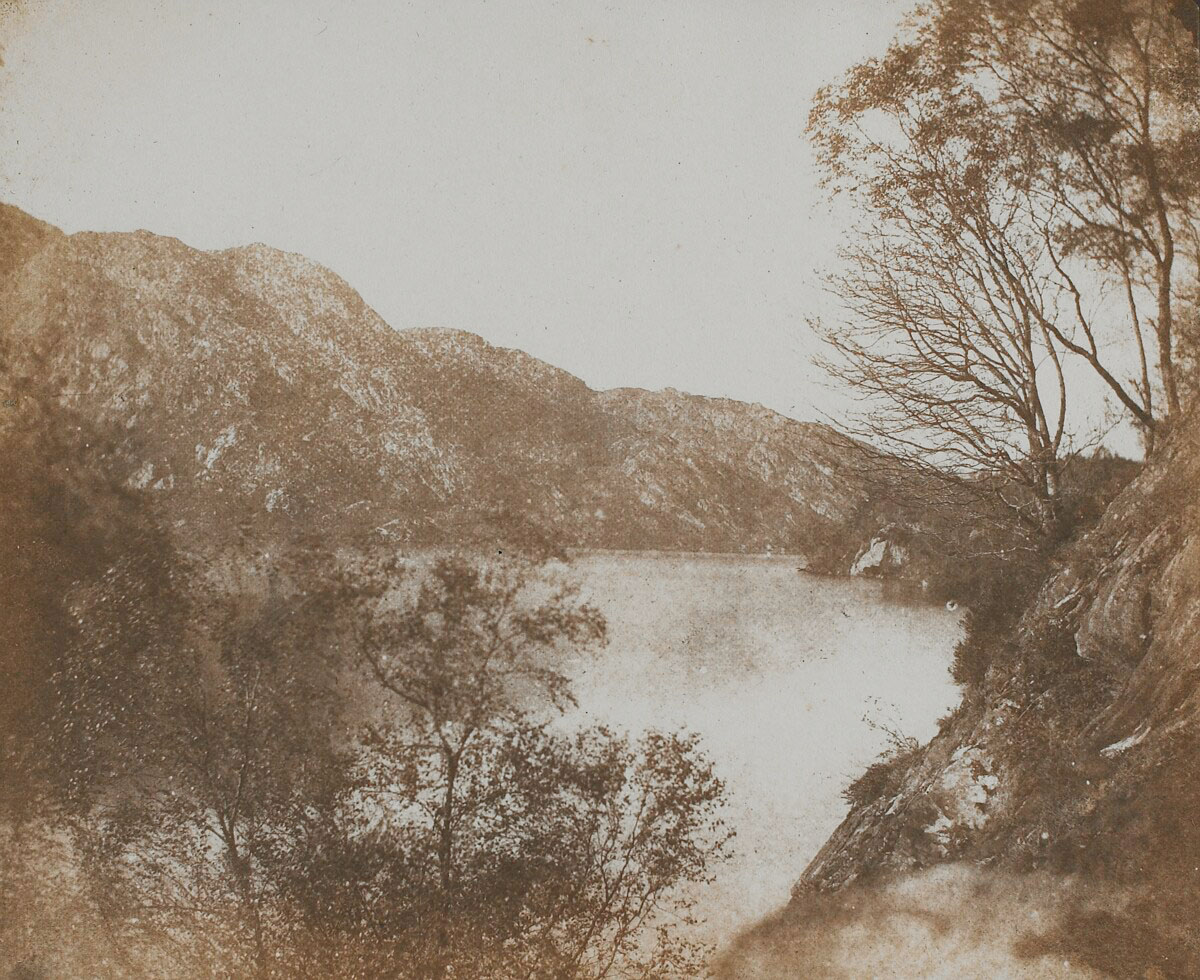
William Fox Talbot, Loch Katrine, odbitka na papierze solnym z kalotypu, ok. 1845

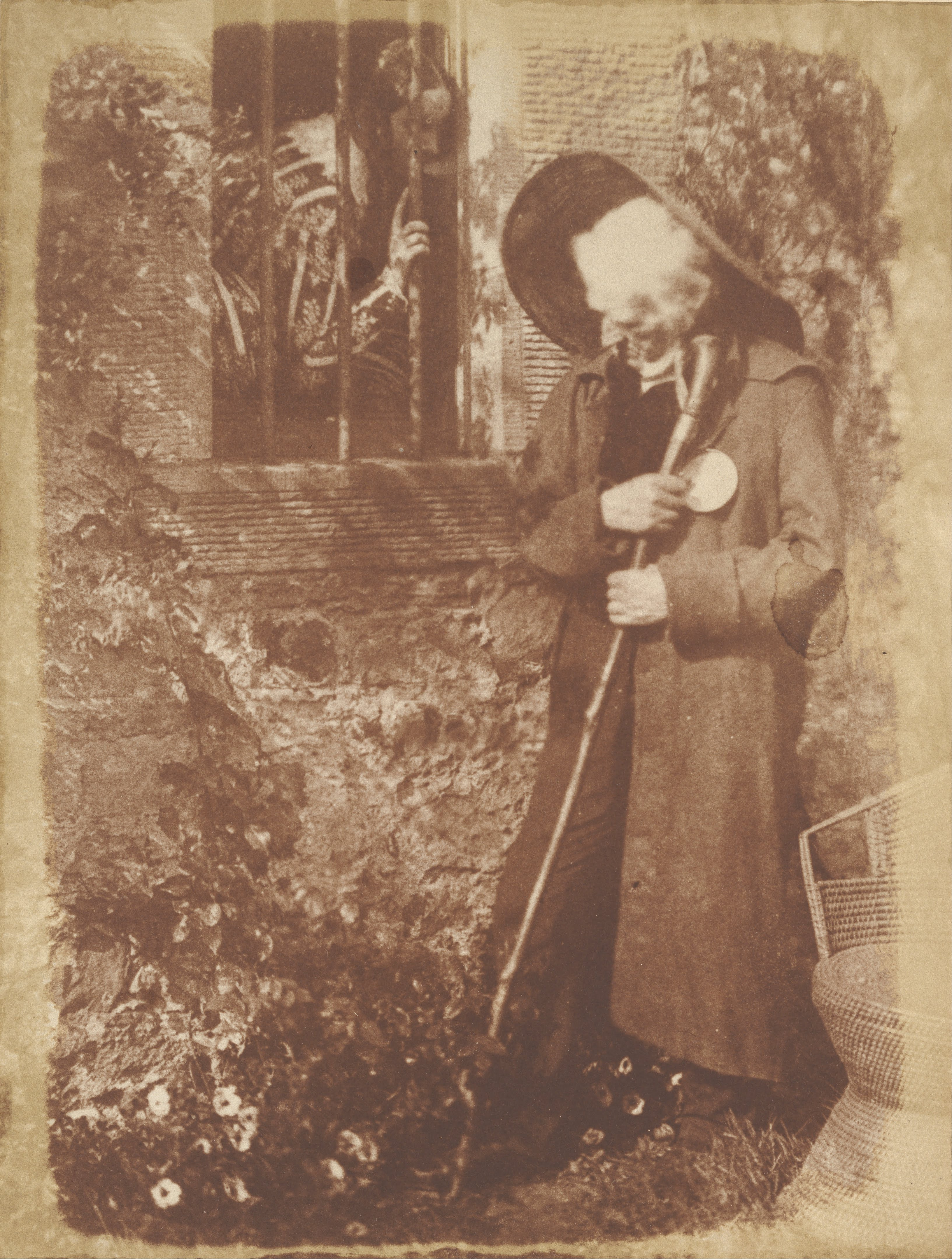
David Octavius Hill, Robert Adamson, Elizabeth Cockburn Cleghorn i John Henning jako Miss Wardour i Eddie Ochiltree z "Antykwariusza" Waltera Scotta, odbitka na papierze solnym z kalotypu, 1846-1847

Jak sam Talbot pisał w swojej książce The Pencil of Nature, idea fotografii miała się narodzić podczas jego pobytu nad jeziorem Como, gdzie przy pomocy urządzenia camera lucida bez powodzenia usiłował narysować pejzaże. Miał pomyśleć wówczas o wynalazku, dzięki któremu widoki te mogłyby same utrwalić się na papierze. W 1834 roku, po powrocie do Anglii, rozpoczął eksperymenty z papierem pokrytym samym azotanem srebra lub azotanem srebra i chlorkiem sodu. Na tak uczulony papier kładł rośliny i wystawiał na słońce, pod którego wpływem nieosłonięte partie ciemniały, pozostawiając negatywowe odbicie położonych obiektów. Tak uzyskane obrazy nazwał photogenic drawing (fotogeniczne rysowanie). Wkrótce rozpoczął eksperymenty z utrwalaniem widoków przy pomocy camera obscura.
Na początku 1839 roku z Francji dotarła wieść o wynalezionym przez Louis Daguerre'a procesie fotograficznym, jednak nie zostały upublicznione żadne szczegóły na jego temat. Talbot, obawiając się, że Daguerre wynalazł identyczną technikę, jeszcze w styczniu tego roku zaprezentował swoje dotychczasowe prace w Royal Institution i Royal Society.
Talbot kontynuował swoje eksperymenty, chcąc zwiększyć czułość papieru, tak aby można było go naświetlać w aparacie. Pracował także nad metodami utrwalania obrazu i za radą Johna Herschela jako utrwalacza zaczął używać tiosiarczanu sodu. Kluczowe okazało się odkrycie zjawiska obrazu utajonego, którego Talbot dokonał w 1840 roku. Dzięki niemu czas naświetlania mógł być znacznie skrócony, gdyż obraz był wywoływany (przy pomocy kwasu galusowego).
W rezultacie tych ulepszeń Talbot opracował wywodzącą się z fotogenicznego rysowania technikę kalotypii, w której na papierze umieszczonym w prostym aparacie otrzymywał negatywowy obraz. Z niego mógł następnie wykonać wiele pozytywów (odbitek). Proces kalotypii opatentował 8 lutego 1841 roku, inaczej niż Daguerre, który zezwolił na swobodne korzystanie ze swojego wynalazku (poza Anglią). Patent przyczynił się do mniejszej popularności kalotypii od dagerotypii, która spotkała się z natychmiastowym sukcesem w Europie i Stanach Zjednoczonych. Z czasem jednak to właśnie system negatywowo-pozytywowy, pozwalający na multiplikowanie obrazów, wyparł dagerotypię i stał się podstawą współczesnej fotografii. W 1844 roku Talbot wydał The Pencil of Nature – pierwszą w dziejach książkę ilustrowaną fotografiami. Każdy egzemplarz zawierał wklejone 24 odbitki na papierze solnym z kalotypów. Publikacja takiej książki była możliwa właśnie dzięki temu, że kalotypia (w przeciwieństwie do dagerotypii) pozwalała na powielanie obrazów pozytywowych.
Rzadsze wykorzystanie kalotypii od dagerotypii czy negatywów szklanych spowodowane było także właściwościami samej techniki, odznaczającej się mniejszą ostrością obrazu. Niektórzy fotografowie poświęcili się jednak właśnie fotografii na papierze, osiągając niemal malarskie, „impresjonistyczne” efekty. Należeli do nich m.in. Robert Adamson i David Octavius Hill, Maxime Du Camp, Édouard Baldus i Louis Désiré Blanquart-Evrard. W Stanach Zjednoczonych fotografia na papierze uprawiana była jedynie przez zakład dagerotypowy Fredricka i William Langenheimów w Filadelfii. Z kalotypii chętnie korzystali także fotografowie-podróżnicy, dokumentujący odległe miejsca, architekturę, ludność i zwyczaje, np. Ziemię Świętą.
Technika kalotypii podlegała w kolejnych latach licznym ulepszeniom i modyfikacjom, wprowadzanym przez różnych fotografów. Jedną z technik wywodzących się kalotypii była technika negatywu na papierze woskowanym, wprowadzona w 1851 roku przez Gustave'a Le Graya.
Kalotypia stosowana była przede wszystkim w latach 40. i 50. XIX wieku, zamierając przed 1870 rokiem. Krótkie okresy ponownej popularności przeżyła na samym początku XX wieku i w latach 20.

## Technika
Arkusz wysokiej jakości papieru poddawany jest uczuleniu poprzez umieszczenie w roztworze azotanu srebra i roztworze jednego z halogenków, zazwyczaj jodku potasu, w wyniku czego na papierze powstaje jodek srebra. Następnie papier pokrywany jest roztworem kwasu galusowego i azotanu srebra. Po wypłukaniu papier jest umieszczany w aparacie i naświetlany. Czas naświetlania, w zależności od wielu czynników, może wynosić kilka sekund lub minut, a nawet dłużej. W tym czasie powstaje obraz utajony, który następnie jest wywoływany przy pomocy roztworu kwasu galusowego i azotanu srebra, dzięki czemu staje się widoczny. Później zostaje utrwalony przy pomocy tiosiarczanu sodu i wypłukany.
W efekcie końcowym otrzymywano obraz w kolorze neutralnej szarości, o odwróconej skali tonalnej, co oznacza, że najjaśniejsze partie rzeczywistego obrazu na papierze były ciemne, cienie – jaśniejsze, a najciemniejsze miejsca – zupełnie jasne.